# Hosdurga
Hosdurga là một thị xã panchayat của quận Chitradurga thuộc bang Karnataka, Ấn Độ.

## Địa lý
Hosdurga có vị trí 13°48′B 76°17′Đ / 13,8°B 76,29°Đ Nó có độ cao trung bình là 739 mét (2424 feet).

## Nhân khẩu
Theo điều tra dân số năm 2001 của Ấn Độ, Hosdurga có dân số 22.480 người. Phái nam chiếm 52% tổng số dân và phái nữ chiếm 48%. Hosdurga có tỷ lệ 72% biết đọc biết viết, cao hơn tỷ lệ trung bình toàn quốc là 59,5%: tỷ lệ cho phái nam là 76%, và tỷ lệ cho phái nữ là 68%. Tại Hosdurga, 12% dân số nhỏ hơn 6 tuổi.